# Trachylepis depressa
Espèce
Synonymes
- Euprepes depressus Peters, 1854
- Mabuya depressa (Peters, 1854)

Trachylepis depressa est une espèce de sauriens de la famille des Scincidae.

## Répartition
Cette espèce se rencontre :
- dans les régions côtières du KwaZulu-Natal en Afrique du Sud ;
- dans le sud du Mozambique.

## Publication originale
- Peters, 1854 : Diagnosen neuer Batrachier, welche zusammen mit der früher (24. Juli und 17. August) gegebenen Übersicht der Schlangen und Eidechsen mitgetheilt werden. Bericht über die zur Bekanntmachung geeigneten Verhandlungen der Königlich preussischen Akademie der Wissenschaften zu Berlin, vol. 1854, p. 614-628 (texte intégral).